# Hilde Urbaniak
Hilde Urbaniak (geb. 1933) ist eine deutsche Kanutin.
Die aus Dortmund stammende Hilde Urbaniak ist eine auf das Kajakfahren spezialisierte Wassersportlerin, die schon sehr früh zu den Spitzenkräften im deutschen Kanusport gehörte. Sie wurde dreimal deutsche Meisterin im Einerkajak, und zwar in den Jahren 1960, 1961 und 1963.
Ihren sportlichen Höhepunkt erreichte sie bereits 1959 bei den Kanu-Weltmeisterschaften 1959, bei denen sie im Kanuslalom den ersten Platz und damit den Weltmeistertitel errang. Für diese sportliche Leistung wurde ihr am 26. Juli 1959 das Silberne Lorbeerblatt verliehen.